# Yamada bugyō

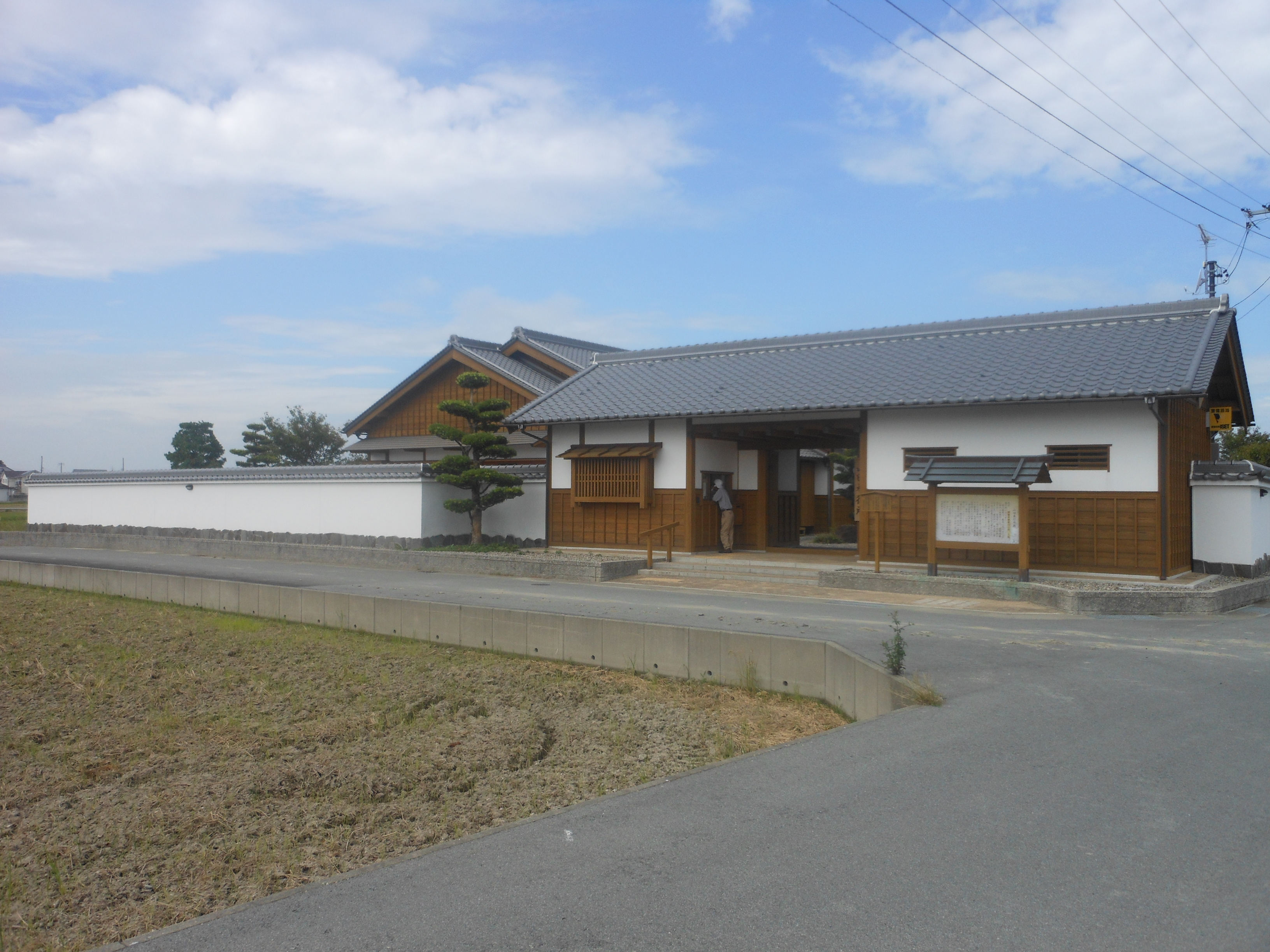
Le mémorial Yamada bugyō à Ise, dans la préfecture de Mie (Japon).

Les Yamada bugyō (山田奉行) sont des fonctionnaires du shogunat Tokugawa responsables de la représentation officielle du shogunat à Ise. La traduction classique interprète ces titres japonais comme « commissaire », « surveillant » ou « gouverneur ».

## Liste deYamada bugyō
Les Tokugawa installent un bugyō à Ise, aussi connu sous le nom d'« Ujiyamada ». La principale activité de ce fonctionnaire est de superviser les pèlerins et sanctuaires de la région. Ces représentants du bakufu servent également de magistrats pour résoudre les conflits civils, entre autres tâches.
- Inoue Shūen[4]
- Inoue Hachirōbei (1609)[4]
- Ōoka Tadasuke (1717)[1]